# Министерство энергетики Туркменистана
Министерство энергетики Туркменистана (туркм. Türkmenistan energetika ministrligi) — государственный орган исполнительной власти Туркменистана, деятельность которого направляется и координируется Президентом Туркменистана. Министерство возглавляет Министр энергетики Туркменистана, которого назначает на должность Президент Туркменистана в установленном законодательством порядке.

## История
Согласно Указу Президента Туркменистана Гурбангулы Бердымухамедова от 7 июля 2012 года «О создании Министерства энергетики Туркменистана» ведомство стало правопреемником упразднённого Министерства энергетики и промышленности Туркменистана. Сосредоточившись на электроэнергетической отрасли, министерство сможет осуществлять её более эффективное управление и координацию. Перед ведомством стоят задачи по масштабной модернизации существующих генерирующих мощностей, создание новых, наращивания экспорта электроэнергии.

## Министры
| No | Имя                  | Назначен   | Уволен              | Причина увольнения                |
| 1  | Мурад Артыков        | 06.07.2012 | 10.01.2014          | переход на другую работу          |
| -  | Гельды Сарыев        | 10.01.2014 | 04.04.2014          | временно исполнял обязанности     |
| 2  | Гельды Сарыев        | 04.04.2014 | 21.08.2015          | за серьезные недостатки в работе  |
| 3  | Довранмамед Реджепов | 21.08.2015 | 27.02.2017          | отставка после выборов президента |
| 4  | Чарымурад Пурчеков   | 27.02.2017 | действующий министр | действующий министр               |